# Morderstwo pierwszego stopnia
Morderstwo pierwszego stopnia (ang. Murder in the First) – amerykańsko-francuski dramat sądowy z 1995 roku w reż. Marca Rocco.     

## Opis fabuły
Stany Zjednoczone lat 30. XX w. 17-letni Henri Young żyjąc w biedzie i nie mogąc znaleźć żadnej pracy, chcąc nakarmić swoją młodszą siostrę, którą się opiekuje, w akcie desperacji rabuje miejscowy sklep na sumę 5 dolarów. Właściciel sklepu prowadzi w nim jednocześnie pocztę a więc po schwytaniu, czyn Younga zostaje zakwalifikowany jako przestępstwo federalne i chłopak otrzymuje surowy wyrok w więzieniu Alcatraz. Podczas próby ucieczki, na skutek zdrady jednego ze współwięźniów Henri zostaje schwytany i osadzony w ciemnicy w podziemiach więzienia. Przebywając tam bezprawnie ponad 3 lata, przetrzymywany w nieludzkich warunkach, skuty łańcuchami i bity przez sadystycznego zastępcę naczelnika więzienia Glenna zaczyna w końcu bardziej przypominać zwierzę niż człowieka. Kiedy w końcu zostaje wypuszczony z lochu, podczas pierwszego posiłku w więziennej stołówce rzuca się na zdrajcę który przed laty udaremnił jego ucieczkę i zabija go przy pomocy łyżki. Zostaje mu postawiony zarzut morderstwa pierwszego stopnia, za co grozi mu komora gazowa. Jego obrona zostaje powierzona młodemu prawnikowi Jamesowi Stamphillowi, który poznając bliżej biografię Younga, przekształca jego proces w oskarżenie przeciwko brutalnemu systemowi panującemu w Alcatraz. Heroiczna batalia jaką przeprowadza w sądzie zdolny i ambitny prawnik doprowadza do uznania Younga za niewinnego zarzutu morderstwa pierwszego stopnia i skazania go na 8 lat za morderstwo drugiego stopnia (nieumyślne zabójstwo) oraz zalecenia wydanego przez ławę przysięgłych wszczęcia śledztwa przeciwko naczelnikowi i zastępcy więzienia Alcatraz uznanych za winnych zbrodni przeciwko ludzkości (doprowadziło ono do zlikwidowania ciemnic w Alcatraz i dożywotniego zakazu pracy w więziennictwie dla Glenna). Young po procesie powraca do Alcatraz gdzie wkrótce umiera. Jednak poczucie moralnego zwycięstwa nad Glennem i okrutnym systemem Alcatraz jest dla niego i jego obrońcy niezaprzeczalne.

## Obsada aktorska
- Kevin Bacon – Henri Young
- Christian Slater – James Stamphill
- Gary Oldman – z-ca naczelnika Alcatraz Milton Glenn
- Embeth Davidtz – Mary McCasslin (współpracownica Stamphilla)
- William H. Macy – prokurator William McNeil
- R. Lee Ermey – sędzia Clawson
- Stephen Tobolowsky – pan Henkin
- Brad Dourif – brat Jamesa Byron Stamphill
- Mia Kirshner – dorosła Rosetta Young (siostra Henriego)
- Stefan Gierasch – naczelnik James Humson
- Kyra Sedgwick – prostytutka Blanche

i inni. 

## Filmowa fikcja a rzeczywistość
Henri Young jest postacią autentyczną i istniał naprawdę. Nie był jednak zbyt surowo osądzonym młodzieńcem jak bohater filmu, ale recydywistą, który do Alcatraz trafił po pobycie w więzieniach stanu Waszyngton i Montana, gdzie przebywał za brutalne napady na banki i morderstwo. W styczniu 1939 roku rzeczywiście próbował uciec z Alcatraz wraz z trzema innymi więźniami. Dwóch z nich zostało podczas tej ucieczki zastrzelonych, natomiast Young i czwarty więzień nazwiskiem McCain zostali schwytani. Obydwaj trafili do izolatek, które jednak opuścili po kilku miesiącach. Nic nie wiadomo o tym, aby Young był w izolatce torturowany. Nie był to też żaden ciemny loch, ale cela z oświetleniem i wszelkim niezbędnym wyposażeniem. Rok później Young rzeczywiście zabił McCaina, ale nie w stołówce tylko w pracowni krawieckiej i nie przy pomocy łyżki, ale samodzielnie  wykonanego noża. Motywy jego czynu nigdy nie zostały dokładnie poznane. Za czyn ten został oskarżony o morderstwo pierwszego stopnia, jednak dzięki powoływaniu się na rzekome nieludzkie warunki panujące w Alcatraz i przychylności prasy dla jego zmyślonych historii, został przez ławę przysięgłych uniewinniony i uznany za winnego jedynie zabójstwa. W 1948 roku opuścił Alcatraz, a w 1972 roku skorzystał ze zwolnienia warunkowego. Dalsze jego losy pozostają nieznane (być może, że wciąż jeszcze żyje). 
Obraz naczelnika Alcatraz Jamesa A. Johnstona (w filmie pod nazwiskiem James Humson), przedstawionego w filmie jako urzędnika niekompetentnego i nie wiedzącego, co się w podległej mu placówce dzieje, jest dla tego człowieka głęboko niesprawiedliwy. W rzeczywistości Johnston uważany był i jest za jednego z najlepszych funkcjonariuszy więziennictwa swoich czasów, cenionym zwłaszcza za rzetelność, humanitaryzm i inteligencję. Również strażnicy więzienni ukazani w filmie jako sadystyczne bestie mało mają wspólnego z rzeczywistością Alcatraz. Więzienie to od początku swojego istnienia poddawane było szeregu rodzaju inspekcjom i wizytacjom ze strony sędziów, kongresmenów, wykwalifikowanych osób prywatnych, komisji, niezależnych organizacji i stowarzyszeń humanitarnych lub filantropijnych itp. Zawsze uzyskiwało ocenę placówki nowoczesnej, dobrze zarządzanej, stosującej humanitarne metody penitencjarne. Kary cielesne były w nim surowo zakazane (podobnie jak i w innych więzieniach federalnych na terenie Stanów Zjednoczonych), a wszelkie przejawy nadużywania przemocy lub łamania dyscypliny ze strony strażników energicznie tępione.